# 倉敷海底トンネル事故
倉敷海底トンネル事故（くらしきかいていトンネルじこ）は、岡山県倉敷市の水島コンビナート内にあるJX日鉱日石エネルギー（現・ENEOS）の石油精製工場にて2012年2月7日に発生した事故。パイプライン用の海底トンネルをシールドトンネル工法で施工中、トンネル内へ海水が流れ込んで水没し、作業中の5人が死亡した。

## 概要
2012年2月7日、岡山県倉敷市で、JX日鉱日石エネルギー水島製油所の海底パイプライン工事を受注した鹿島建設 （以下鹿島）がシールドトンネル工法により施工中、海水がトンネルから立坑まで流れ込む事故が発生。トンネル内で作業中の6人のうち5人が行方不明となり、後に5人全員の遺体が発見された。
シールドトンネル工法は修練された高度な施工技術であり、シールド工法の安全神話が崩壊した、とまで言われる事故であった。そのため、国土交通省は再発防止に向け、有識者による「シールドトンネル施工技術安全向上協議会」（委員長：今田徹・東京都立大学 (1949-2011)名誉教授）を発足させ、2012年7月23日、シールドトンネルの設計や施工中の現場に対し、調査、計画、設計、施工の各段階で安全面に注意すべき26の項目を中間報告として取りまとめた。2013年に破損したセグメント（トンネル壁面を構成する円弧状のブロック）、さらにシールドマシンが引き揚げられ、原因解明に向けての調査が続けられている。

## 事故

### 工事概要
本工事は、岡山県倉敷市に位置する水島港の西側にある旧新日本石油精製の「A工場」と、東側にある旧ジャパンエナジーの「B工場」の2つの石油精製工場間をつなぎ、石油製品類を融通し合う790メートルの海底パイプラインをシールドトンネルで築造する「第二パイプライン防護設備建設工事」である。発注者はJX日鉱日石エネルギーで、スーパーゼネコンの鹿島が設計・施工一括で受注。工期は2010年8月から2013年6月までで、受注額は約17億5000万円（税抜き）であった。泥土圧式シールド工法で、トンネルの外径は4.95m。土質はN値50以上の硬い礫であり、土被り（地表面からトンネル天井までの高さ）は4.95〜24.5メートルだった。
シールドマシンは直径4.95メートル、長さ約6.3メートル、重さ約123tであり、鹿島の子会社であるカジマメカトロエンジニアリングが製作した。
セグメント（円弧状の壁面ブロック）は幅1,400ミリメートル、厚さ160ミリメートル、外径4,820ミリメートルのRCセグメントで、広島市のナガ・ツキが製作した。セグメントリング同士の継手は袋ナットと六角ボルトによるボルト式だが、セグメント同士の継手は、溝が入ったセグメントにもう片方のセグメントに付いているパイプ状継手を挿入するFRP継手であった。
鹿島は事故の約10年前に、現場の北約30〜50メートルの箇所で第一パイプライン防護設備建設工事の設計・施工を行っていた。このときのトンネル延長は約820メートル、セグメント厚さは225ミリメートルで、受注額は約26億8000万円（税抜き）である。
B工場側に立坑（外径14.44メートル、内径11.5メートル、深さ39.4メートル）を築造し、深さ31.075メートルを中心として横坑をシールドマシンでA工場側に向けて施工する。シールド掘進は、1班が下請けの「K建設」と「K建技」が、もう1班は別の会社が、昼夜交代で行っていた。

### 事故当日の作業状況
事故当日、以下の6名が立坑内で作業を行っていた。他にクレーンの運転手が地上にいた。
- A（61歳、K建設）：工事責任者
- B（47歳、K建設）：シールドマシンオペレーター
- C（39歳、K建設）：切羽担当（セグメント組立他）
- D（43歳、K建技）：切羽担当（セグメント組立他）
- E（57歳、K建技）：バッテリーロコ運転手（掘削土、資材等運搬）
- F（61歳、K建設）：バッテリーロコ運転手（掘削土、資材運搬等）

作業記録等より、午前11時45分頃に掘進を順調に終え、112番目のセグメントリング（横坑の入り口から数えて112番目、入口からの距離=156.8メートル）を組み立てる途中だったとされる。午前11時半ごろまで坑内で安全を確認していた鹿島の現場副所長は、異常はなく、作業は予定より順調だったと話している。

### 経緯
CとDは掘進終了後にセグメントを組もうとしたが、直後に電気系統の異変が発生した。地上のモニター室につながる非常電話が通じなかったことから、DがAを直接呼びに来て、2人で現場に戻った。午後0時17分、Aは鹿島の機械電気担当職員に携帯電話で「漏電」「ブレーカー」「すぐに来てくれ」と話したが通信状態が悪く、その直後である20分頃には、警報装置から警報音が鳴り出した。そして立坑下に居たAは近くのFに「水が来る、逃げろ」と叫び、そのまま横坑内に引き返していった。このときB、Cはマシン先端におり、Dは作業用エレベーターに乗って降下中、Eは横坑内の立坑付近でバッテリーロコを運転中だったとされる。
電話を受けたものの、内容がよく聞き取れなかった機械電気担当職員は5分後に現場へ到着したが、既に立坑から水が噴出していた。午後0時30分、鹿島職員が消防署へ通報した。
Fは事故当時、立坑下で補強作業を行っていたが、叫び声を聞いてらせん階段を駆け上り、海水に押し出されるように脱出することができた。
午後0時40分に倉敷市消防局から救助工作車など10台と約30人の消防隊員が到着したが、真っ黒い海水とがれきが立坑から出て、海水が道路にあふれていた。鹿島によると、トンネル内に流入した海水は少なくとも約6000トンとされる。

### 行方不明者の捜索
岡山県警察などによりすぐに行方不明者の捜索が行われたが、油などで海水が濁り、水圧で押し流された資機材や構造物などが立坑の中に散乱していたことから視界が悪く、捜索は難航。鹿島建設は、濁水処理プラントを搬入し、9日午前3時30分頃から稼働させ、1時間あたり約200トンの海水の浄化作業を行い、10日午前より鹿島のダイバーによって24時間体勢でがれきの撤去が行われた。
10日午後2時15分、立坑水深4.2メートル付近で、らせん階段に引っかかった状態のEの遺体が発見された。11日午前10時55分頃、立坑水深23メートル付近でDの遺体が発見された。20日、立坑水深約28メートルの地点でBの遺体が発見された。
満潮になると横坑先端の浸水箇所から海水や土砂が流れ込むため、立坑底の視界は50センチメートル程度まで悪化し、捜索やがれき撤去は更に難航した。27日、鹿島は水島港の満潮時間に合わせて185トンの工業用水を注入することで海水の流入を防ぎ、視界を干潮時と同じ1〜1.5メートルに保つことができた。以後の捜索でも、鹿島は注水を続けた。
28日午後、立坑水深約30メートル付近でAの遺体が発見された。3月3日午前10時頃、立坑水深約30メートル付近でCの遺体が発見された。

## 事故後の対応

### 国土交通省
2012年2月23日、国土交通省は全国の重要港湾以上の港湾管理者に対し、港湾局技術企画課長名で「港湾における重大事故の防止について（注意喚起）」の文書を通知した。港湾管理者に対し、官公庁工事だけでなく民間工事へも自主的な点検を促すものであり、民間工事を対象に文書を出すのは異例である。
3月9日、再発防止の観点から8人の有識者によって検証と技術的検討を行う「シールドトンネル施工技術安全向上協議会」（委員長：今田徹・東京都立大名誉教授（トンネル工学））の設置を発表し、4月27日に第1回協議会を開催した。今回の事故や、全国のシールドトンネルにおける安全対策の状況を調査し、課題の抽出と対応策の検討を行うとともに、安全対策に関わる設計・施工技術を提言することを検討し、協議会や現地調査を続けている。事故については岡山県警が捜査中のため、協議会は非公開となっている。
7月23日、協議会は中間報告として、事故に対する見解（後述）を発表するとともに、計画・調査・設計・施工の各段階で配慮すべき26の項目を取りまとめ、国交省の機関や自治体、道路会社、建設業団体などの174事業者へ周知した。
2013年3月29日、協議会はこれまでの検討によって整理された内容を「中間とりまとめ」として報告した。

### 厚生労働省
厚生労働省は2012年8月6日、建設業労働災害防止協会と日本建設業連合会、全国建設業協会に、シールドトンネルの調査時、設計・製造時、施工時における留意事項を要請した。国土交通省と異なり、海底や川底など、大事故につながりやすい水底下のシールド現場を対象としている。また、中央管理室がある場合、シールド掘進中は職員を常駐させることと、避難・消火訓練の適切な期間毎の実施など、国土交通省の要請にはない、労働安全衛生規則に基づいた現場管理に関する留意事項を盛り込んでいる。

### 鹿島建設
鹿島建設は事故後、設計・施工中の全てのシールドトンネルを調査し、構造設計が設計基準を満たしていることを確認している。また停電時のバックアップ体制を確立し、避難誘導器具の充実を図った。安全環境部の人員と権限も強化している。
鹿島・大林JVが施工した国道357号東京港トンネルの西行きトンネル（羽田空港方面）は、事故と同様にシールドトンネル工法で海底を掘進することから東京港トンネル施工技術検討委員会の指導を受け、「シールドマシンのテールシールブラシを3段から4段に増やす」「3箇所の監視カメラに24時間の録画機能付加」「セグメント組立時の停電対策として、非常用発電機を設置」という対策を取った。

## 事故の影響

### 岡山県、JX他
この海底トンネルには水島港の両岸を結んで内部に複数のパイプラインを設置し、JX日鉱日石エネルギーや三菱化学などの各企業から出てくるオフガスを融通し合う予定となっていた。これは、2011年12月22日に地域活性化総合特区に指定された「ハイパー＆グリーンイノベーション水島コンビナート総合特区」における「オフガスハイウェイ水素ハイウェイ広域整備事業」の一環であったが、工事再開が困難となったことから陸上ルートなどの検討が必要となっている。

### 鹿島建設
鹿島建設は事故に関連する費用として約30億円を特別計上したことなどを合わせ、2012年3月期の通期の業績予想を、連結ベースの当期純利益が1年前に比べて86％減の35億円、単体ベースの当期純利益を12月の予想から91億円減額し71億円の赤字になると下方修正し、4月18日に発表した。

## 事故の原因究明
事故の原因究明のため、岡山県警察や国土交通省、厚生労働省等が捜査、調査を行っている。
海上保安庁第六管区海上保安本部などが2012年2月7日から行った海底調査で、直径約20m、深さ最大5mの円柱状のくぼみの存在が明らかになった。2月9日の鹿島の調査で、くぼみがシールドマシンのほぼ真上であるとともに、マシン付近の満潮時の水深は約15m、土被りが約11.5mであることがわかった。
鹿島建設は全員の遺体が発見された後も立坑内の資機材の撤去を行い、3月24日に完了した。
岡山県警察と岡山労働局、倉敷労働基準監督署は鹿島建設と共同で、4月13日から14日にかけ水中カメラを横坑内に潜入させ、109番目のリング（横坑の入り口から数えて109番目のセグメントリング、L=152.6m）までは原形を保っていることを確認したが、そこより先は土砂が堆積しており、シールドマシンは確認できなかった。これにより、シールドマシン内で112リングを組み立て中、何らかの原因で110、111リングが崩壊して大量の土砂や海水が流れ込み、事故が起きたと特定された。
シールドトンネル施工技術安全向上協議会は7月23日の中間報告において、事故に対する見解を発表。『トンネル標準示方書―シールド工法・同解説』（土木学会）などの技術標準と照らし合わせ、セグメントの継ぎ手や厚さにおいて基準をあきらかに逸脱した事項は確認できなかったとするとともに、鹿島が韓国製の安価なRCセグメント使用によるコスト削減や工期短縮を優先したと考えられる設計や施工において、想定できていない不安定な要素が事故の誘因になったとした。記者会見で今田委員長は、特にキーセグメント（セグメント組み立て時、最後にはめるピース）とテールシールに注目していると語った。
厚生労働省は、現場に残っていた未使用のセグメントの強度試験を、労働安全衛生総合研究所に依頼した。5月には鹿島へ、事故原因特定のために事故現場を何らかの方法で見られるようにすることを要請した。
鹿島建設はシールドマシン引き揚げの工事を10月より始め、2013年7月10日より破損したセグメントを、8月24日にシールドマシンを陸上に引き揚げた。マシンに目立った損傷はなかった。鹿島は9月末までに現場の埋戻作業を終え、10月3日に竣工届を提出し、作業を終了した。
シールドトンネル施工技術安全向上協議会の今田委員長は、引き揚げられたシールドマシンなどを8月29日に確認し、得られるべき資料はほとんど手に入ったことから、できるだけ早く結論を出したいと話した。
シールドトンネル施工技術安全向上協議会は、2014年3月に報告書を発表した。報告書では、111リングのキーセグメント及び隣接するB2セグメントの損傷状況や、3次元FEMによるシミュレーションの結果などから、111リングのキーセグメントがトンネル内側へ抜出したことがトンネル崩壊のきっかけと推定している。キーセグメントはエレクションガイドによって一時的に抑えられたが、抜出しによって生じた隙間から地下水の流入が始まり、周辺地盤が緩められてセグメントに作用する荷重が増加することで、キーセグメントの抜出しにより安定性が低下していた111、110リングが壊滅的に破壊し、短時間に大量の土水の流入が生じたことが可能性として考えられるとされた。
また報告書では、事故につながる要因とその要因から考えられる問題点として、以下の八項目を挙げている。
1. テールシールの止水性に不安があったこと
2. Bセグメントにタレが発生しやすかったこと
3. リング方向の軸圧縮力によりキーセグメントが切羽側へ抜出しやすかったこと
4. リング継手のせん断、引抜き強度に不安があったこと
5. 掘進完了時にテールシールにかかるセグメントへの作用荷重が大きかったこと
6. テールシールに裏込め注入材が固着したこと
7. シールドの制御が難しい状態だったこと
8. シールドの組立時に姿勢変化があったこと

## 捜査・裁判

### 倉敷労働基準監督署
倉敷労働基準監督署は関係者らに事情を聴取し、労働安全衛生総合研究所の意見を元に調査を続けた。
2014年11月21日、倉敷労基署は労働安全衛生法違反容疑で鹿島と当時の工事事務所所長、一次下請け会社の弘新建設と当時の工事部長を書類送検した。
一つ目の容疑は、鹿島が施工計画で定めていた「水平方向偏位15cm」という出来形管理基準値を超えていたことが事故3週間前に判明していたにもかかわらず、計画の見直しや危険防止措置を講じなかった労働安全衛生規則第380条違反である。
二つ目の容疑は、災害時の避難に必要な携帯用の照明器具を備えていなかったことと、掘進延長が100mに達するまでに実施しなければいけない避難訓練を行わなかった、労働安全衛生規則389条の10「避難用器具」、389条の11「避難等の訓練」、642条の2「避難等の訓練の実施方法等の統一等」の違反である。
倉敷区検察庁は2015年1月19日付で、鹿島と当時の工事事務所所長を二つ目の容疑における労働安全衛生法違反罪で倉敷簡易裁判所に略式起訴した。岡山地方検察庁は弘新建設と当時の工事部長については嫌疑不十分で不起訴処分とするとともに、一つ目の容疑については、鹿島及び所長についても不起訴とした。
1月30日、鹿島は倉敷簡裁から27日付で罰金50万円の略式命令を受けたことを明らかにしたが、所長について略式命令が出たかどうかについてはコメントを控えた。

### 岡山県警察
岡山県警察は引き揚げられたシールドマシンの実況見分を進めるなど、事故の予見性を含め、業務上過失致死傷容疑での立件を視野に捜査を進めた。
2015年1月22日、岡山県警は鹿島の事故当時の工事事務所所長及び副所長と工事課長、さらに事故で死亡した弘新建設の工事責任者を業務上過失致死傷の疑いで岡山地方検察庁に書類送検した。
シールドマシンの掘進が設計より左にずれていた（前日測量時で左に25.2-28.2cm、上に1.3-1.9cm）ため、4人は必要な計測を行わずに進路を右に変更した結果、セグメントに圧力が掛かって破損させるとともに、事故発生時に退避指示を出す社員を配置せず、作業員5人を死亡させ、1人に軽傷を負わせた容疑である。
2016年3月31日までに、岡山地検は「事故原因を特定できなかったため」として鹿島の工場事務所所長ら4人を不起訴処分とした。